# ابیلارا
ابیلارا (به انگلیسی: Abbeylara) در ایرلند است که در شهرستان لانگفورد واقع شده‌است.